# Sylvain Guizard
Pour les articles homonymes, voir Guizard.
Sylvain Guizard, né le 12 avril 1806 à Guéret (Creuse), mort le 15 juin 1859 dans la même ville, est un médecin et un homme politique français.

## Biographie
Étudiant en médecine à Paris, il participe aux combats des Trois Glorieuses en 1830, ce qui lui vaut la Croix de Juillet, et fait preuve de courage et de dévouement pendant l'épidémie de choléra de 1832.
Installé dans sa ville natale, il se fait connaître comme républicain. Après la Révolution de 1848, il est nommé commissaire du gouvernement provisoire dans son département, puis est élu, le 23 avril, pour représenter la Creuse à l'Assemblée constituante, deuxième sur sept, par 21 293 voix sur 49 820 votants. Siégeant parmi les républicains modérés, il fait partie du comité de l'Intérieur. Réélu le 13 mai 1849 à l'Assemblée nationale législative, le premier sur six, par 19 848 voix sur 39 471 votants et 73 014 inscrits, il entre au Comité de l'intérieur, vote régulièrement avec la Montagne et s'oppose à Louis-Napoléon Bonaparte. Arrêté lors du coup d'État du 2 décembre 1851, il est bientôt relâché et retourne dans sa ville natale, où il se consacre à la médecine.

## Mandats de député
- 23 avril 1848 - 26 mai 1849 : Creuse
- 13 mai 1849 - 2 décembre 1851 : Creuse

## Sources
- « Sylvain Guizard », dans Adolphe Robert et Gaston Cougny, Dictionnaire des parlementaires français, Edgar Bourloton, 1889-1891 [détail de l’édition] (de Guillaume à Guizol), p. 290
- Gustave Vapereau, Dictionnaire universel des contemporains: contenant toutes les personnes notables de la France et des pays étrangers, Hachette, 1858, 920 pages, p. 813-814
- C. M. Lesaulnier, Biographie des neuf cents députés à l'Assemblee nationale: par ordre alphabétique de départements; tant de ceux qui ont été élus le 23 avril, aux élections générales, que de ceux qui ont été nommés le 4 juin aux élections complémentaires, Bureaux de la rédaction, 1848, 551 pages, p. 111-112